# Sistema de Emergencias Médicas
El Sistema de Emergéncias Médicas (oficialmente y en catalán Sistema d'Emergències Mèdiques), conocido por su acrónimo SEM, es la organización del sector público del CatSalut adscrita al Departamento de Salud de la Generalidad de Cataluña. 
Fue creado, como prueba piloto, en la Semana Santa de 1985 como el Sistema Coordinador d'Emergències de Catalunya (SCEM). Posteriormente, unos meses más tarde, por los buenos resultados obtenidos pasó a formalizarse de forma continua, con el nombre actual. El 14 de diciembre de 1992, el departament de Sanitat da una nueva forma jurídica al SEM en forma de empresa pública (SEM.SA) En 2004 el Catsalut fusiona el SEM con el Servei Coordinador d'Urgències de Barcelona (SCUBSA, Servicio Coordinador de Urgencias de Barcelona, SA) unificando la respuesta en todo el territorio de la Comunidad Autónoma y es el "nuevo SEM" (surgido de la fusión entre SEMSA y SCUBSA) el encargado de dar atención a las urgencias y emergencias médicas en toda Cataluña.
Los colores característicos de la organización eran el amarillo y naranja hasta 2013 en que se ha optado por amarillo y rojo, unificando la imagen con el resto de sistemas de emergencias de la Generalidad de Cataluña (Bomberos y Mozos de Escuadra) Dispone de una plantilla de 717 trabajadores directos (la mayoría médicos y enfermeros) y cerca de 4000 subcontratados (los técnicos de emergencias -TES- y técnicos de transporte sanitario -TTS- de las unidades de soporte vital básico urgente y de transporte secundario) y 224 millones de euros de presupuesto en 2012.
El SEM dispone de una flota de 393 vehículos, entre los que destacan 62 ambulancias de Soporte Vital Avanzado (lo que comúnmente se llamaban UVIs móviles) más de 300 ambulancias de soporte vital básico y 4 helicópteros equivalentes a Unidades de Soporte Vital Avanzado terrestre. 

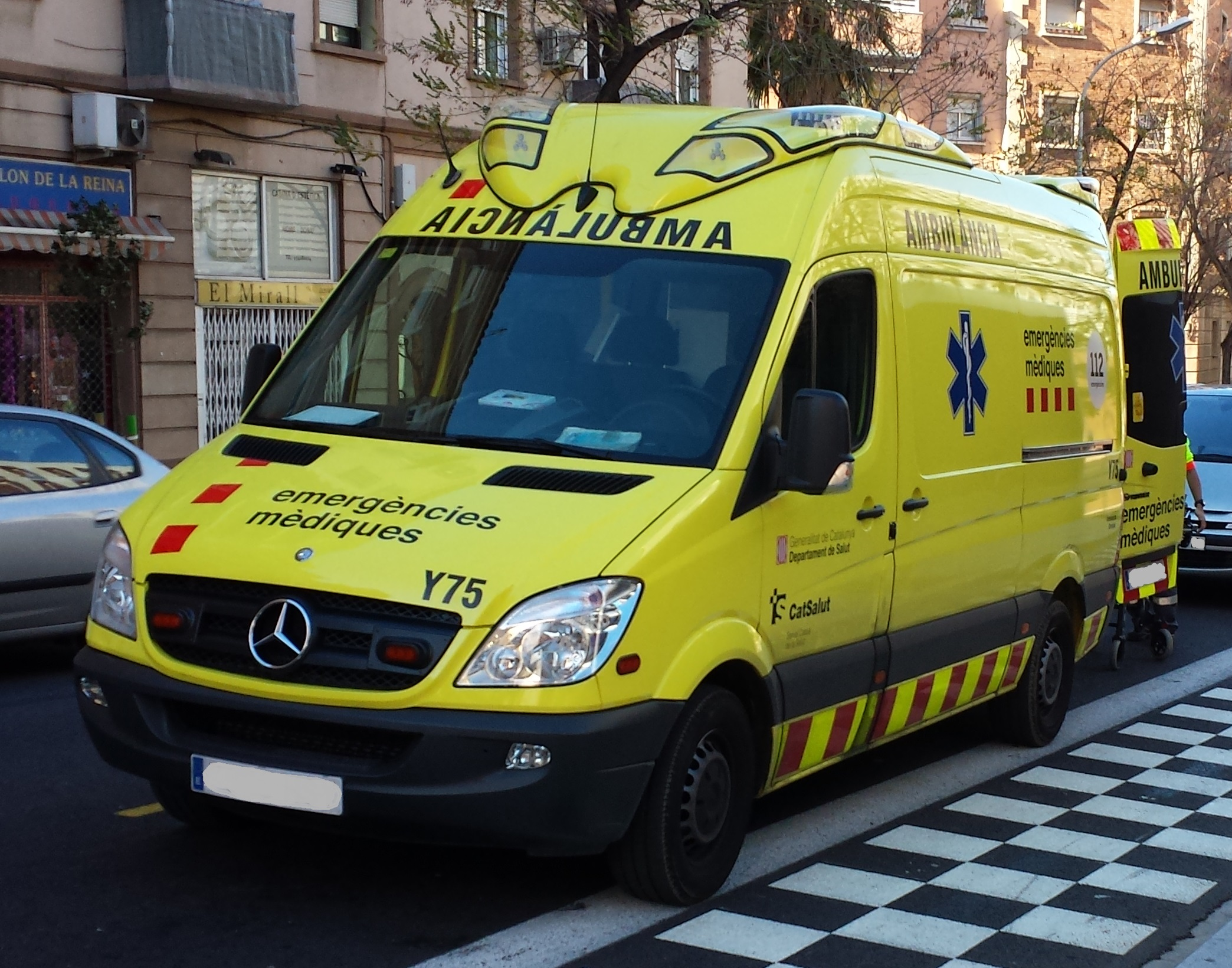
Ambulancia del SEM con la actual rotulación en Barcelona.
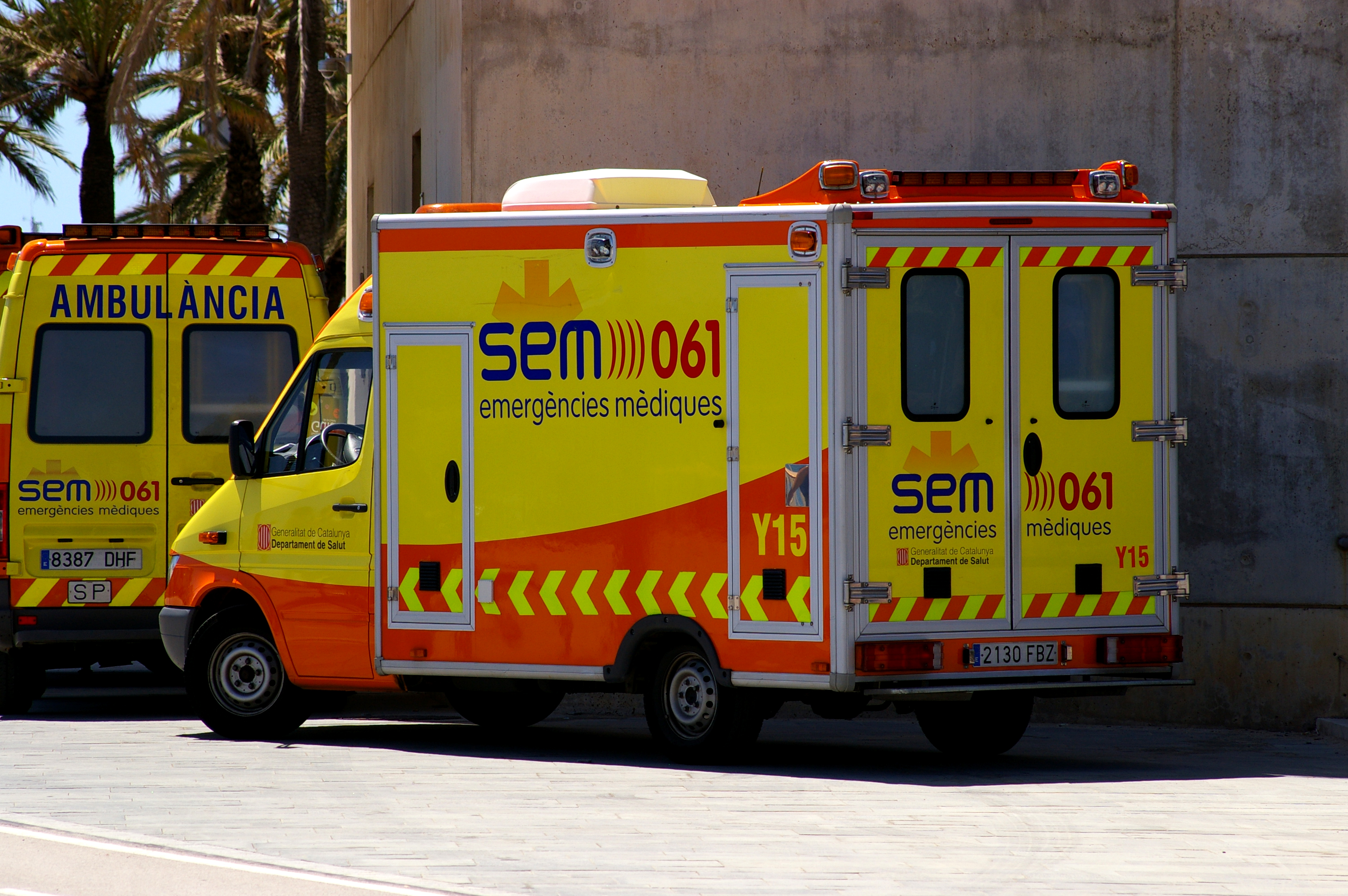
Ambulancias del SEM con la antigua rotulación
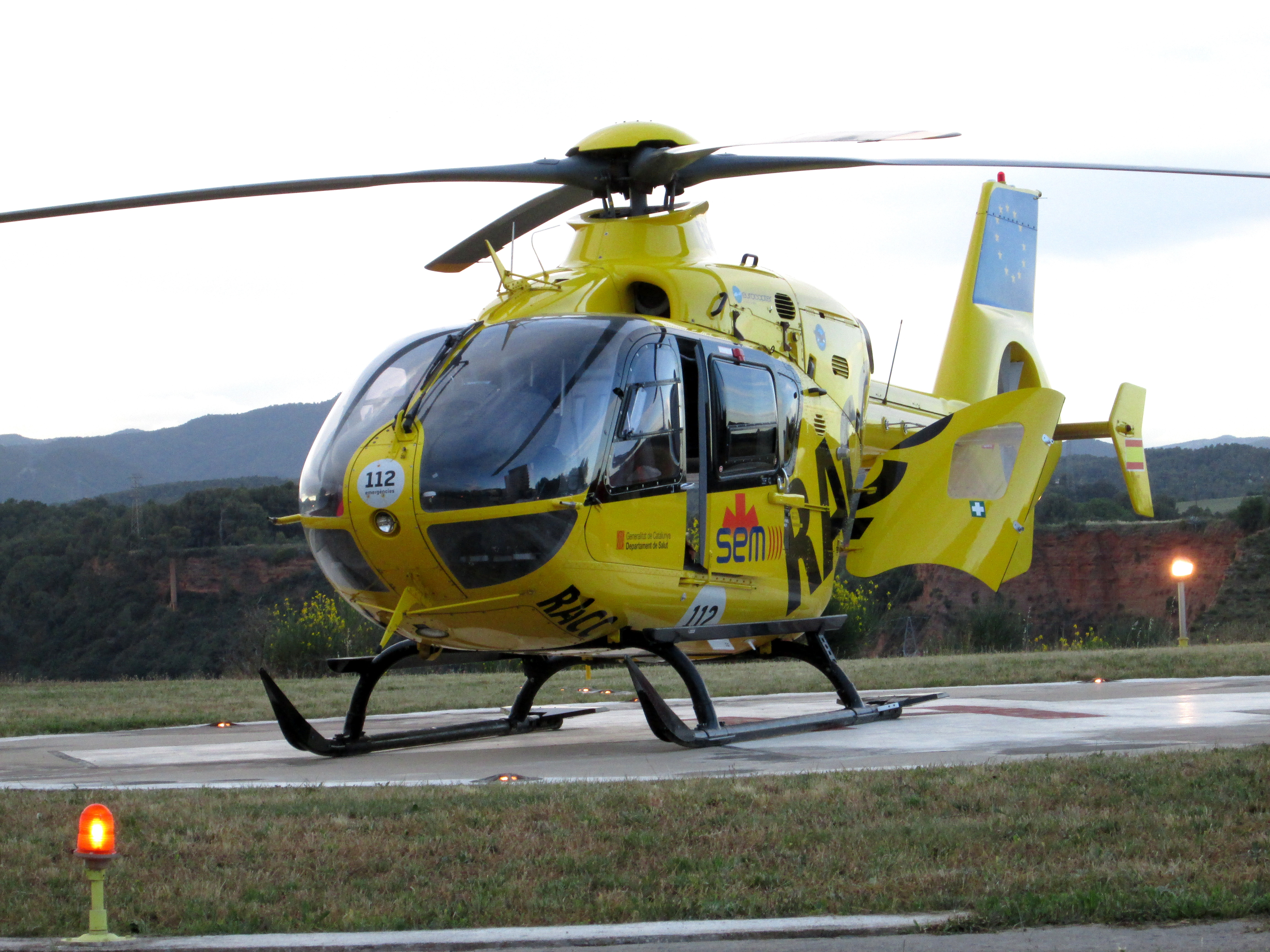
Helicóptero del SEM

## Jerarquía
- Director/a
- Adjunto/a a Dirección
- Director/a de Operaciones
- Director/a Médico
- Director/a Enfermero/a
- Jefe de Área (Cap d'Àrea)
- Jefe Territorial (Cap Territorial)
- Subjefe Territorial (Sotscap Territorial)
- Jefe de Operaciones (Cap d'Operacions)
- Coordinador Clínico y Operativo (Coordinador Clínic i Operatiu)
- Médico (Metge/ssa)
- Enfermero/a (Infermer/a)
- Psicólogo/a (Psicòleg)
- Técnico (Tècnic)